# Zhuang Hongshuihe oriental
El Zhuang Hongshuihe  oriental es una lengua tai hablada en Guangxi, China, al sur del río Qian y en el tramo oriental del río Hongshui.